# Vedstritar
Vedstritar (Achilidae) är en familj i insektsordningen halvvingar som tillhör underordningen stritar. Olikt de flesta andra stritar lever vedstritar inte på att suga växtsaft, utan på svampar. 
I Sverige förekommer två arter av vedstritar, båda är sällsynta och tillhör släktet Cixidia. Det är ljus vedstrit (Cixidia lapponica) och mörk vedstrit (Cixidia confinis). Dessa arter mäter 4–6 millimeter i längd och har breda framvingar som överlappar varandra vid spetsen. De lever i död ved. Man kan exempelvis hitta dem på liggande trädstammar, så kallade lågor, av tall som angripits av tickor.
Ljus vedstrit kan i Finland kallas för lappbarkstrit och mörk vedstrit för barkstrit.
Många av arterna i den här familjen är brunaktiga med ljusare fläckar, men det finns också vissa arter som har mer påfallande färger och är gröna eller rosafärgade.